# 老夫子原创者争议
老夫子原创者争议，是指著名漫画形象老夫子，被质疑并非香港漫画家王泽原创，真正原创者是民国时期的著名漫画家朋弟。

## 事件背景
《老夫子》系列漫画是香港著名漫画人物，由香港漫画家王泽（本名王家禧）创作。《老夫子》在华人世界很受欢迎，使漫画家王泽获得巨大声誉。《老夫子》被海内外媒体称为“中国人漫画创作的奇迹”、“全世界规模最大的华人漫画”，著名的法兰克福书展也将《老夫子》作为中国图书的唯一标志。

## 事件经过
1983年，著名漫画家朋弟去世。朋弟在抗战时期就创作了“老夫子”、“老白薯”等漫画形象，在三四十年代的北方很受欢迎。
九十年代初，朋弟的朋友就已经知晓王泽的抄袭行为，曾带着朋弟的老夫子作品去香港。朋弟的朋友找到香港文化圈人士彭志铭、杨维邦帮忙，将抄袭情况写成专题发在《漫画读物》上。
1996年，中国著名作家冯骥才从埃及回国途经新加坡时看到了王泽的《老夫子》漫画，发现名称和造型都与朋弟的创作相同。在1997年至1998年间，冯骥才曾在天津大树画馆接待过王泽，但王泽否认抄袭朋弟作品。
1998年，冯骥才在《今晚报》上发表文章《朋弟的“老夫子”与王泽的“老夫子”》，揭露抄袭情况。年底，藏书家姜德明也在山东画报出版社《老漫画》第六辑的《朋弟的“老夫子”》一文中指称王泽的“老夫子”纯系盗版。
2001年，冯骥才出版《文化发掘：老夫子出土》一书，并举行发行座谈会，向媒体公布王泽剽窃朋弟的情况，《老夫子》抄袭情况才在中国文化圈为众人所知。
冯骥才在2001年出书的活动中，曾见到朋弟的家属并建议他们打官司。时任西苑出版社社长的杨宪金也与朋弟的后人联系。但是朋弟家属始终没有组织起来为朋弟维权。後來王澤於2017年去世時，有指馮驥才感到十分高興，認為就好像少了一個討厭的犯人一樣。

## 王泽版和朋弟版的异同
- 朋弟版和王泽版，主角都是老夫子，名字相同，衣着打扮相同。
- 朋弟版重要配角是老白薯，王泽版改名叫大番薯，但身材造型相同。
- 媒体报道最多的一组对比图：王泽版的《真正阿飞舞》与朋弟版的《文舞带打》情节上一样[8]。
- 网友shihhow扫描上传了两组对比图：王泽版的《奇迹》与朋弟版的《胡为胡来》情节上一样，王泽版的《香饵钓鱼》与朋弟版的《钓伴江春》情节上一样[9]。

## 王泽父子的态度
王泽本名叫王家禧，王泽是他的笔名，也是他长子的名字。
王家禧在八十年代已经移民美国加州，《老夫子》漫画由儿子王泽负责。
彭志铭提到，当他们通过中间人询问儿子王泽，王泽表示这是对他父亲的污蔑。
时代周报记者曾联系王泽父子询问此事，王家禧称不便接受采访。公司公关人员以邮件回复：“对于这陈年旧闻，我方不予回应。”

## 外界评论
- 《麦兜故事》导演袁建滔听说抄袭事件后很震惊，所以拒绝了《老夫子》五十周年的画贺图邀请。他认为批评王泽已经没有意义，但是要还历史一个公道[11]。
- 香港漫画家林祥焜也觉得王泽和朋弟的漫画有九成相似，但认为王泽父子也有自己的创作。